# Metanofurano

Estructura de los metanofuranos

El término metanofurano describe a una familia de compuestos químicos que se encuentran en arqueas metanógenas. Esta familia presenta un 2-aminometilfurano enlazado a un grupo fenoxi.
Se reconocen al menos tres grupos terminales diferentes para estos compuestos: Tricarboxiheptanoil (metanofurano), glutamil-glutamil (metanofurano b), tricarboxi-2-hidroxiheptanoil (metanofurano c)

## Formilación del MFR
El metanofurano se convierte en formilmetanofurano en una etapa temprana de la metanogénesis. La enzima formilmetanofurano deshidrogenasa (ec: 1.2.99.5), formila al metanofurano utilizando un CO
2, la fuente primaria de C1 en la metanogénesis.

## Desformilación del MFR
La enzima formilmetanofurano:tetrahidrometanopterina formiltransferasa cataliza la transferencia de un formilo desde el formilmetanofurano al N5 de la tetrahidrometanopterina,H
4MPT. Esta enzima ha sido cristalizada y no contiene ningún grupo prostético.